# 히가시하마나촌
히가시하마나촌(東浜名村)은 시즈오카현의 후치군,이나사군에 속해있던 촌이다.

## 역사
- 1889년 4월 1일 - 정촌제 시행에 의해 후치군 히가시하마나촌이 성립하였다.
- 1955년 3월 31일 - 밋카비정과 합병해 밋카비정이 성립하여, 동일 히가시하마나촌은 폐지되었다.
- 2007년 4월 1일 - 하마마쓰시의 정령지정도시로 승격해 기타구의 일부가 되었다.
- 2024년 1월 1일 - 하마마쓰시 행정구역 개편에 따라 하마나구의 일부가 되었다.

## 교통

### 철도
- 일본국유철도
  - 후타마타선 (현 텐류하마나코 철도 텐류하마나코선) )

## 참고문헌
- 『가도카와 일본 지명 대사전 22 静岡県』。